# Horsfieldia laevigata
Horsfieldia laevigata är en tvåhjärtbladig växtart som först beskrevs av Carl Ludwig von Blume, och fick sitt nu gällande namn av Otto Warburg. Horsfieldia laevigata ingår i släktet Horsfieldia och familjen Myristicaceae. Utöver nominatformen finns också underarten H. l. novobritannica.